# Vulpicida pinastri
 Vulpicida pinastri ist eine kräftig gelb gefärbte Laubflechte in Bergwäldern.

## Beschreibung
Vulpicida pinastri besitzt meist wenige, breite, unregelmäßige Lappen, deren Ränder von gelben Bortensoralen  gesäumt werden. Unterseits ist die Flechte blass gelblich mit wenigen Rhizinen. Fruchtkörper (Apothecien) werden sehr selten ausgebildet und haben dann eine braune Scheibe mit Lagerrand. Die einzelligen Sporen sind ellipsoid bis fast kugelig. Die gelbe Farbe wird durch die stark giftige Vulpinsäure im Mark hervorgerufen, die vermutlich als Fraßschutz vor Schnecken dient.

## Ökologie und Verbreitung
Vulpicida pinastri tritt vorwiegend in Bergwäldern an der Rinde von Nadelbäumen auf. Sie ist eine Schneepegelflechte, da sie an der Basis von Bäumen bis etwa zur mittleren Schneehöhe des Standortes wächst. Sie wächst aber auch auf Silikatfels.
 Vulpicida pinastri ist über die ganze Nordhalbkugel in der borealen Nadelwaldzone verbreitet. In Europa tritt sie vor allem in den Bergwäldern Mittel- und Südeuropas auf. Die Rote Liste von Nordrhein-Westfalen führt sie als gefährdet. In Großbritannien ist sie sehr selten.

## Systematik und Etymologie
Die Gattung Vulpicida wurde 1993 von Mattson und Lai von der Gattung Cetraria abgetrennt. Das lateinische Wort vulpes bedeutet Fuchs, -cida  bedeutet Mörder, also vulpicida ist ein Fuchsmörder. Nach Fries wurden in Schweden diese Flechten zum Vergiften von Füchsen verwendet.
Die Flechte Vulpicida pinastri wurde bereits 1772 vom österreichischen Naturforscher Johann Anton Scopoli als Lichen pinastri beschrieben.